# JPN (album)
JPN (JPN?) è il quarto album in studio del trio j-pop Perfume, pubblicato il 30 novembre 2011.
Esistono due edizioni dell'album: una normale con custodia jewel case, ed una speciale in edizione limitata con custodia jewel case in cofanetto di cartone blisterato con le lettere "JPN", cover diversa e DVD extra.

## Tracce
Tutti i brani sono parole e musica di Yasutaka Nakata.

Dopo il titolo è indicata fra parentesi "()" la grafia originale del titolo.
1. The Opening (The Opening?) - 1:12
2. Laser Beam (Album-mix) (レーザービーム（Album-mix）?) - 3:10
3. GLITTER (Album-mix) (GLITTER（Album-mix）?) - 5:41
4. Natural ni koishite (ナチュラルに恋して?) - 3:08
5. MY COLOR (MY COLOR?) - 5:04
6. Toki no hari (?) - 2:30
7. Nee (ねぇ?) - 4:27
8. Kasuka na kaori (微かなカオリ?) - 4:50
9. 575 (575?) - 4:28
10. VOICE (VOICE?) - 4:13
11. Kokoro no sport (心のスポーツ?) - 4:08
12. Have a Stroll (Have a Stroll?) - 4:37
13. Fushizen na girl (不自然なガール?) - 3:58
14. Spice (スパイス?) - 3:54

### DVD

Le Perfume (da sinistra: Nocchi, A~chan e Kashiyuka) nel videoclip di Spice.

Videoclip, registrazioni di live ed extra.
1. Spice (スパイス?); videoclip
2. Natural ni koishite (ナチュラルに恋して?); videoclip
3. Laser Beam (レーザービーム?); videoclip, versione completa rispetto alla versione ristretta presente sul relativo singolo
4. Kasuka na kaori (微かなカオリ?); videoclip, versione televisiva
5. Kasuka na kaori (微かなカオリ?); videoclip
6. Fushizen na girl/Natural ni koishite (不自然なガール/ナチュラルに恋して?); spot televisivo
7. VOICE (VOICE?); spot televisivo
8. Nee (ねぇ?); spot televisivo
9. Laser Beam/Kasuka na kaori (レーザービーム/微かなカオリ?); spot televisivo
10. Spice (スパイス?); spot televisivo

## Singoli
- 14/04/2010 - Fushizen na girl/Natural ni koishite; doppia a-side
- 11/08/2010 - VOICE
- 10/11/2010 - Nee
- 18/05/2011 - Laser Beam/Kasuka na kaori; doppia a-side
- 02/11/2011 - Spice

## Formazione
- Nocchi - voce
- Kashiyuka - voce
- A~chan - voce

## Classifiche
| Classifica                                       | Posizione raggiunta |
| ------------------------------------------------ | ------------------- |
| Corea del Sud (Gaon International Monthly Chart) | 39                  |
| Giappone (Oricon Daily Chart)                    | 1                   |
| Giappone (Oricon Weekly Chart)                   | 1                   |
| Giappone (Oricon Monthly Chart)                  | 2                   |
| Giappone (Oricon Yearly Chart)                   | 24                  |
| World Albums Top 40                              | 4                   |

## Date di pubblicazione
| Nazione       | Data             | Formato                      | Etichetta       |
| ------------- | ---------------- | ---------------------------- | --------------- |
| Giappone      | 30 novembre 2011 | CD, CD+DVD, Digital Download | Tokuma Japan    |
| Worldwide     | 6 marzo 2012     | Digital Download             | Tokuma Japan    |
| Hong Kong     | 16 aprile 2012   | CD, CD+DVD, Digital Download | Universal Music |
| Corea del Sud | 8 maggio 2012    | CD                           | Universal Music |